# إرنستو غالان
ارنستو غالان انيجو (بالإسبانية: Ernesto Galán)‏ (من مواليد 17 يونيو 1986 في مدريد) هو لاعب كرة قدم إسباني الذي يلعب لديبورتيفو ألافيس أساسا كظهير أيمن، ويمكن أيضا أن يلعب في مركز قلب الدفاع.

## وصلات خارجية
- إرنستو غالان على موقع قاعدة بيانات كرة القدم.إي يو (الإنجليزية)
- إرنستو غالان على موقع Soccerway.com (الإنجليزية)
- إرنستو غالان على موقع AS.com (الإسبانية)

- Espanyol official profile
- BDFutbol profile
- Futbolme profile (بالإسبانية)
- Soccerway profile